# Zlatá
Zlatá (en allemand : Goldendorf) est une commune du district de Prague-Est, dans la région de Bohême-Centrale, en République tchèque. Sa population s'élevait à 369 habitants en 2020.

## Géographie
Zlatá se trouve à 4 km au sud-sud-ouest d'Úvaly, à 6,7 km au nord-est de Říčany et à 21 km au nord-nord-est de Prague.
La commune est limitée par Dobročovice au nord, par Škvorec au nord-est, à l'est et au sud, et par Sluštice au sud-ouest et à l'ouest.

## Histoire
La première mention écrite de la localité date de 1357.

## Transports
Par la route, Zlatá se trouve à 9 km de Říčany, à 10,5 km d'Úvaly et à 30 km du centre de Prague.